# Єва Янева
Єва Димитрова Янева (болг. Ева Димитрова Янева; нар. 31 липня 1985, Софія) — болгарська волейболістка, догравальник. Гравець національної збірної. 

## Із біографії
Волейболом почала займатися з 11 років. Першим професійним клубом був столичний ЦСКА, кольори якого захищала до 2004 року. Потім виступала за команди з Росії, Франції, Японії, Румунії, Китаю, Туреччини, Словаччини і Польщі. У складі французького «Расінга» (Канни) двічі була призером Ліги чемпіонів.
У національній збірній дебютувала 2003 року. Декілька сезонів була капітаном команди.

## Клуби
| Роки      | Команди                         |
| --------- | ------------------------------- |
| до 2004   | ЦСКА (Софія)                    |
| 2004—2005 | «Індезіт» (Липецьк)             |
| 2005—2010 | «Канни»                         |
| 2010—2011 | «Омичка» (Омськ)                |
| 2011—2012 | «Динамо» (Москва)               |
| 2012—2013 | «Джей Ті Марвелоус» (Нісіномія) |
| 2013—2014 | «Канни»                         |
| 2014—2015 | «Динамо» (Казань)               |
| 2014—2015 | КСМ (Бухарест)                  |
| 2015—2016 | «Тяньцзінь»                     |
| 2016—2017 | «Сарієр Беледієспор» (Стамбул)  |
| 2017—2018 | «Гуандун Евергранд» (Шеньчжень) |
| 2018—2019 | «Страбаг» (Братислава)          |
| 2018—2019 | «Девелопрес» (Жешув)            |
| 2019—2024 | «Волеро» (Ле-Канне)             |

## Досягнення
- Срібний призер Європейської ліги (2): 2010, 2012
- Бронзовий призер Європейської ліги (2): 2009, 2011
- Срібний призер Ліги європейських чемпіонів (1): 2006
- Бронзовий призер Ліги європейських чемпіонів (1): 2010
- Чемпіон Болгарії (1): 2004
- Володар кубка Болгарії (1): 2004
- Чемпіон Франції (8): 2006, 2007, 2008, 2009, 2010, 2014, 2022, 2023
- Володар кубка Франції (6): 2006, 2007, 2008, 2009, 2010, 2014, 2022
- Володар кубка Росії (1): 2012
- Чемпіон Китаю (1): 2016